# Стежко Станіслав Андрійович
Станіслав Андрійович Стежко (20 лютого 1938, місто Жовті Води, тепер Дніпропетровської області — 17 травня 2012, місто Дніпропетровськ, тепер Дніпро) — український радянський партійний діяч, голова Дніпропетровського облвиконкому. Член ЦК КПУ в 1986—1991 роках. Депутат Верховної Ради УРСР 11-го скликання. Народний депутат СРСР у 1990—1991 роках. 

## Життєпис
У 1956 році закінчив середню школу. У 1956—1957 роках — електрослюсар ремонтно-механічного заводу в місті Жовті Води Дніпропетровської області.
У 1957—1960 роках — служба в Радянській армії: радіотелеграфіст, секретар комсомольської організації батальйону мотострілецького полку у Закавказькому військовому окрузі.
Член КПРС з 1959 року.
У 1960—1964 роках — скреперист шахти, студент, секретар комітету ЛКСМУ Криворізького гірничорудного інституту. У 1964 році закінчив Криворізький гірничорудний інститут.
У 1964—1968 роках — інструктор, завідувач організаційного відділу Інгулецького районного комітету КПУ міста Кривого Рогу. У 1968—1969 роках — заступник начальника технічного відділу Інгулецького гірничо-збагачувального комбінату Дніпропетровської області.
У 1969—1973 роках — 2-й секретар Інгулецького районного комітету КПУ міста Кривого Рогу. У 1973 — липні 1977 року — 1-й секретар Інгулецького районного комітету КПУ міста Кривого Рогу.
У липні 1977 — 1983 року — інспектор ЦК КПУ.
У 1983 — листопаді 1989 року — 1-й секретар Криворізького міського комітету КПУ Дніпропетровської області.
У листопаді 1989 — січні 1991 року — голова виконавчого комітету Дніпропетровської обласної ради народних депутатів. У січні 1991 — 1992 року — 1-й заступник голови виконавчого комітету Дніпропетровської обласної ради народних депутатів.
З 1992 року — директор Південно-українського виробничого комплексу підприємства «Атомкомплекс», голова наглядової ради відкритого акціонерного товариства «Атомкомплекс». Член Всеукраїнської партії «Нова сила».

## Нагороди
- орден Трудового Червоного Прапора (1974),
- два ордени Знак Пошани (1971; 1981),
- медалі